# Zenitprisma
Das Zenitprisma bzw. der Zenitspiegel ist ein Zusatzgerät für astronomische und geodätische Fernrohre zur Beobachtung von zenitnahen Sternen und terrestrischen Steilvisuren.
Beim astronomischen Linsenfernrohr und beim Cassegrain-Spiegelteleskop wird der Strahlengang durch ein genau geschliffenes, rechtwinkliges Glasprisma um 90° seitlich abgelenkt und das Okular dahinter aufgesteckt. Die einfachere Bauweise stellt der Zenitspiegel dar, der statt des Prismas einen kleinen optischen Planspiegel aufweist, der allerdings, genau wie das Prisma, justiert werden muss.
Zenitspiegel sind üblicherweise in 1,25- und 2-Zoll-Steckfassungen lieferbar. Moderne, dielektrisch vergütete Zenitspiegel besitzen hohe optische Qualität, Farbfehler, wie sie bei der Verwendung von Prismen im Strahlengang auftreten können, werden vermieden.
Die Bequemlichkeit, statt steil hinauf nun leicht hinab zu blicken, wird allerdings mit einem seitenverkehrten Bild bezahlt, was etwa bei Mond-Beobachtungen stört. Ohne Prisma ist das Bild des astronomischen Fernrohrs zwar verkehrt, was aber durch Wenden der Mond- oder Sternkarte kein Nachteil ist, wenn diese transparent ist.
Vermutlich wurde das Zenitprisma vom englischen Astronomen George Biddell Airy konstruiert. Er stattete 1847 damit ein äquatorial montiertes Teleskop aus.
Für Theodolite wurden Mitte des 20. Jahrhunderts statt des einfachen Prismas spezielle Zenitokulare entwickelt, welche die Verlängerung des Strahlengangs durch ein System von Sammel- und Zerstreuungslinsen wettmachen. Zu ihrem Einsatz schraubt man das Fernrohrokular ab, bringt diesen Einsatz an und schraubt das Okular (das auch die Fadenkreuz-Platte enthält) wieder auf.